# 林春 (嘉靖進士)
林春（1498年—1541年），字子仁，始號方城，後改號東城，南直隶揚州府泰州千户所軍籍（今江蘇泰州市）福建福清县人，明朝政治人物、進士出身。

## 生平
早年受教于州人王艮。嘉靖七年（1528年）戊子應天府乡试第六十九名，嘉靖十一年（1532年）壬辰科會試第一，殿試第二甲第七名。兵部观政，初授户部主事，调礼部，改吏部，歷官吏部验封司員外郎，因母病乞歸。後起為吏部文選司郎中。卒年四十四。有《東城文集》。

## 家族
曾祖林義。祖父林逵。父林宏。母許氏。慈侍下。弟林青。